# Ахвледиани, Эрлом Сергеевич
Эрлом Серге́евич Ахвледиа́ни (груз. ერლომ სერგოს ძე ახვლედიანი; 23 сентября 1933, Тбилиси — 20 марта 2012) — советский, грузинский и российский писатель, сценарист и актёр. Лауреат Государственной премии СССР (1980).

## Биография
Родился 23 сентября 1933 года. Окончил исторический факультет Тбилисского университета (1957), Высшие сценарные курсы (1964, мастерская Е. И. Габриловича). Работал инспектором общества по охране памятников культуры в 1959-1960 годах. С 1967 по 1968 год был старшим редактором студии художественных телефильмов государственной телерадиокомпании Грузии. В 1971-1972 годах член творческого объединения писателей на киностудии "Грузия-фильм", затем главным редактором студии телевизионных фильмов в 1979-1987 годах. С 1982 по 1987 год и затем в 1995-1999 годах был педагогом на сценарном факультете Тбилисского театрального института. Является автором таких книг, как "Сказка о ленивом мышонке" и "Вано и Нико". Литературные произведения Эрлома Ахвледиани переведены на русский, чешский, венгерский, немецкий, арабский и турецкий языки.
В 2011 году Ахвледиани стал лауреатом литературной премии "Саба" за роман "Комар в городе". Умер в Москве 20 марта 2012 года. Похоронен в Дидубийском пантеоне в Тбилиси.

## Фильмография

### Сценарист
- 1961 — Апрель
- 1969 — Пиросмани
- 1972 — Общая стена
- 1975 — Как доброго молодца женили
- 1977 — Ожившие легенды
- 1978 — Вся жизнь
- 1978 — Несколько интервью по личным вопросам
- 1981 — Путь домой
- 1981 — Трудное начало
- 1984 — Три дня знойного лета
- 1985 — Путешествие молодого композитора
- 1987 — Эй, маэстро!
- 1991 — Перекресток
- 1994 — Эртацминда
- 2000 — Глупое померанцевое дерево

### Актёр
- 1990 — Возвращение

## Награды
- Государственная премия СССР (1980) — за участие в создании художественного фильма «Несколько интервью по личным вопросам» (соавтор сценария).